# 国際連合安全保障理事会決議157
国際連合安全保障理事会決議157（英: United Nations Security Council Resolution 157,UNSCR157）は、1960年9月14日に国際連合安全保障理事会で採択された決議。コンゴ動乱に関連して国連安保理が機能不全に陥ったために、平和のための結集決議に基づく国連総会の緊急特別会期の招集を決定した。決議は賛成8票・反対2票・棄権1票で採択された。

## 内容
コンゴ動乱に関しての議論を行った国際連合安全保障理事会の第906回会合において、国連安保理常任理事国の一体性の欠如のために当理事会が国際平和と安全の維持という第一の責務を果たせなくなった事に留意し、適切な勧告を行うために、国連総会の緊急特別会期の招集を決定した。
決議は賛成8票・反対2票（ソビエト連邦、ポーランド人民共和国）・棄権1票（フランス）で採択された。